# Holdre
Holdre – wieś w Estonii, prowincji Valga, w gminie Helme.